# Graptophyllum thorogoodii
Graptophyllum thorogoodii är en akantusväxtart som beskrevs av Cyril Tenison White. Graptophyllum thorogoodii ingår i släktet Graptophyllum och familjen akantusväxter. Inga underarter finns listade i Catalogue of Life.